# Comité de secours publics
Comité de secours publics
Le comité est créé le 2 octobre 1792 au sein de la Convention. Les attributions de ce comité concernent : Secours publics, mendicité, vagabondage, salubrité des hôpitaux et des prisons, aumônes pour les grandes catastrophes, police sanitaire et hygiène publique.

## Iconographie

"Lettre
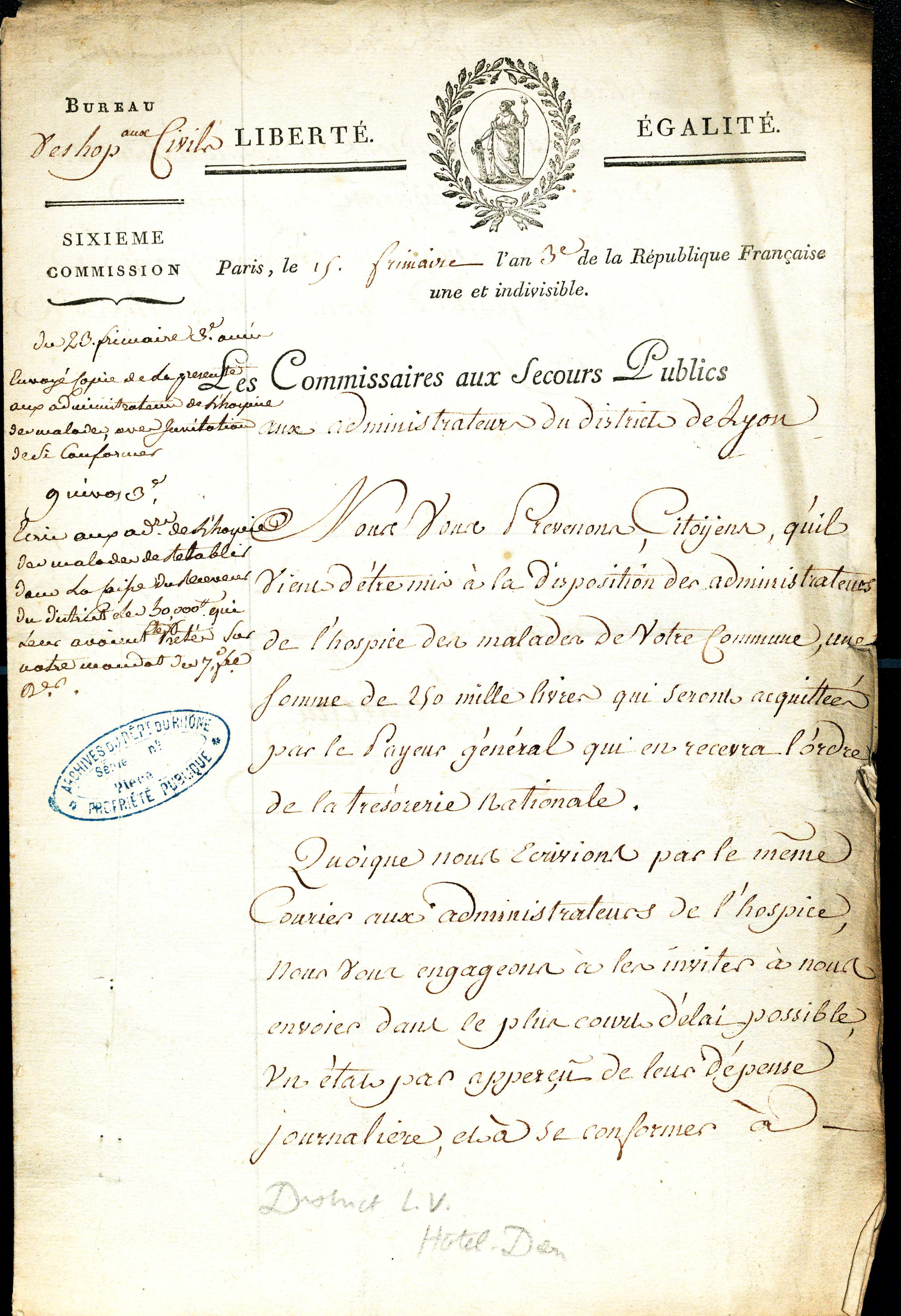
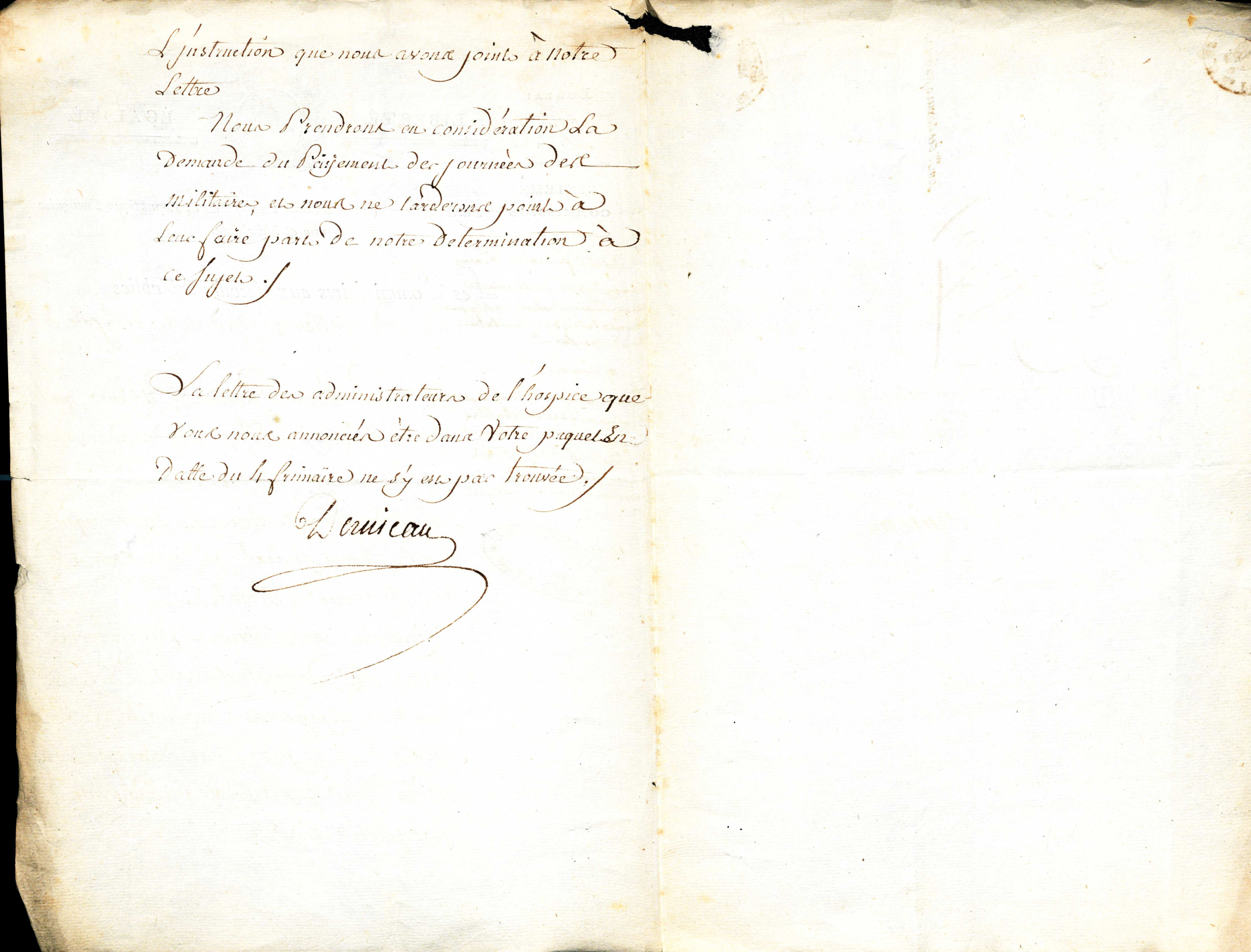

- Lettre du 5 décembre 1794 du comité allouant une aide financière aux hospices de Lyon.

## Membres
- René-François Plaichard Choltière

## Sources partielles
: document utilisé comme source pour la rédaction de cet article..
- Paul Delaunay,  Vieux médecins mayennais
- « Comité de secours publics », dans Adolphe Robert et Gaston Cougny, Dictionnaire des parlementaires français, Edgar Bourloton, 1889-1891 [détail de l’édition]